# Saracena
Saracena é uma comuna italiana da região da Calábria, província de Cosenza, com cerca de 4.082 habitantes. Estende-se por uma área de 111 km², tendo uma densidade populacional de 37 hab/km². Faz fronteira com Altomonte, Castrovillari, Firmo, Lungro, Morano Calabro, Mormanno, Orsomarso, San Basile.

## Demografia
| Variação demográfica do município entre 1861 e 2011                               |
|                                                                                   |
| Fonte: Istituto Nazionale di Statistica (ISTAT) - Elaboração gráfica da Wikipedia |